# Sárgakantárú amazon
A sárgakantárú amazon (Amazona xantholora) a madarak osztályának papagájalakúak (Psittaciformes)  rendjébe és a papagájfélék (Psittacidae) családjába és az araformák (Arinae) alcsaládjába tartozó faj.

## Rendszerezése
A fajt George Robert Gray angol ornitológus írta le 1859-ben, a Chrysotis nembe Chrysotis xantholora néven.

## Előfordulása
A Yucatán-félszigeten, Mexikó, Belize, Guatemala és Honduras területén honos. Természetes élőhelyei a szubtrópusi és trópusi száraz erdők és cserjések, valamint másodlagos erdők. Állandó, nem vonuló faj.

## Megjelenése
Átlagos testhossza 26 centiméter, testtömege 200-232 gramm.
|  |

## Természetvédelmi helyzete
Az elterjedési területe nagyon nagy, egyedszáma pedig stabil. A Természetvédelmi Világszövetség Vörös listáján nem fenyegetett fajként szerepel.